# Thubten Shakya
Thubten Shakya (tibétain : ཐུབ་བསྟན་ཤཱཀྱ་, Wylie : thub bstan sha kya 1886 - 1949) est un homme politique tibétain. Il est Kalön du Kashag de 1934 à 1939.